# Stazione di Cartagena
La stazione di Cartagena (in spagnolo Estación de Cartagena) è la principale stazione ferroviaria di Cartagena, Spagna. Questa stazione in stile modernista fu costruita tra il 1903, quando iniziarono i lavori di fondazione, e il 1908, quando fu terminato l'edificio centrale o principale, per la vecchia linea ferroviaria MZA (Madrid-Saragozza-Alicante). È una stazione ferroviaria terminale.